# Anya-Anya II
L'Anya-Anya II fou un grup armat del sud del Sudan que va operar del 1977 fins al 1987 i de fet una milícia va subsistir encara deu anys més.
Després de l'acord d'Addis Abeba del febrer del 1972 que va posar fi a la primera guerra civil sudanesa, progressivament els oficials sudistes vana anar sent apartats dels centres de decisió i una vegada eliminats el principals, s'esperava que els oficials i soldats dels batallons dels antics Anya-Anya I integrats a l'exèrcit del Sudan serien enviats al nord aviat.
Contra aquesta situació, el 1975 va esclatar la revolta dels antics militars de l'Anya Nya a Akobo, que va fracassar, i els seus caps, Vincent Kuany i James Bol Alangjok van formar l'Anya-Anya II el 1977. Se li va dir II per distingir-lo del primer moviment Anya-Anya, ara conegut com a Anya-Anya I. El 1976 l'aeroport de Juba fou capturat pel sergent de l'exèrcit sudanès Paul Puok Ret, però fou derrotat i després d'un judici militar, fou executat però alguns dels que es van salvar es van integrar també a l'Anya-Anya II uns mesos després.
El 1982, a causa d'un arrest, el comandant Gordon Kong Chol va deixar l'exèrcit sudanès i es va unir a l'Anyanya II, i en va esdevenir el principal comandant. El juny de 1983 tenia als seus homes al campament de Billpam o Bilpam a la frontera etíop, i fou contactat pels caps del National Action Movement (NAM), Samuel Gai Tut (nuer) i Akuot Atem de Mayen (dinka), que havien establert el seu quarter a Bukteng Village. Gai i Atem volien esperar l'arribada dels diferents grups que venien d'arreu del Sudan del sud i iniciar un moviment unitari, i van proposar a Gordon Kong, ara el principal cap dels Anya-Anya, com a cap militar, i ells mateixos com a caps polítics. Però Kong no hi va estar d'acord, ja que estava en contacta amb John Garang.
Per forçar a les autoritats etíops a negociar amb ell, Akuot Atem de Mayen del NAM es va proclamar cap d'un govern provisional amb Samuel Gai Tut com a ministre de Defensa, Joseph Oduho d'afers exteriors; Martin Majier, d'afers legals i justícia i John Garang cap de l'estat major. Els etíops (general Mefshin) van negociar el seu suport amb aquest govern. El resultat fou l'arranjament d'una entrevista amb Menguistu Haile Mariam que hauria de donar llum verda al moviment. Un manifest escrit per Akuot fou entregat als etíops en el qual s'establia que el moviment era d'orientació socialista i lluitava pel total alliberament del Sudan del Sud, però Mefshin no va voler avalar el document, ja que la carta de l'Organització per a la Unitat Africana (avui Unió Africana) prohibia donar suport al trencament d'un estat membre.
Els negociadors van anar al camp d'Itang on Oduho va demanar a Garang d'escriure una proposta que fos acceptable als etíops i Garang va escriure el que després fou el manifest del SPLM. El manifesta establia que el moviment era d'orientació socialista i que lluitava per la creació d'un Sudan socialista, unit i secular, i que lluitava per l'alliberament social de tot el país. Menguistu va acceptar aquest manifest i els sudaneses van rebre suport per llançar el moviment que prendria el nom del Sudan People Liberation Movement i Sudan People Liberation Army SPLM/SPLA.
Garang havia de restar a Etiòpia per qüestions d'intendència abans de l'inici oficial, però a la tornada al campament d'Itang va passar que el comandant Kerubino Kwanyin Bol va matar un refugiat de nom Marial Alek, acusat d'insubordinació contra el seu comandant (el mateix Kerubino) i això va provocar una revolta entre els refugiats; els etíops van actuar ràpid i van enviar una força a controlar el camp i mantenir l'orde; però Akuot Atem va veure la presència dels etíops com un intent d'imposar el lideratge de Garang i va ordenar als seus fidels recollir les seves coses i tot el camp de Bukteng i alguns d'Itang (o Adura) es van dirigir cap al camp de Billpam on es van unir a Kong.
La cosa es va agreujar quan William Nyon Bany que havia arribat poc abans amb les seves forces des d'Ayod, va atacar Billpam i en va expulsar a Gordon Kong i Akuot Atem; després d'alguns incidents les forces de Kong van seguir a Akuot Atem i al seu lloctinent Samuel Gai Tut cap a Bukteng, a la frontera sudanesa on van proclamar la revolució com al Sudan People Liberation Movement i Sudan People Liberation Army SPLM/SPLA (conegut inicialment com a facció Bukteng) mentre Garang era elegit cap polític i comandant en cap militar (agost de 1983) a Itang (del que la seva facció va prendre el nom).
A la mort de Gai Tut en lluita contra el SPLA i d'Akuot Atem en combat contra les forces de William Abdallah Col, van agafar la direcció del moviment Daniel Koat Matthew (antic governador de l'Alt Nil que havia passat a la revolució el 1983) i William Abdallah Col, que van recuperar el nom d'Anyanya II, i van esdevenir milícia del govern.
Abdallah Col va morir en lluita contra el SPLA el 1985 i Koat Matthew i Gordon Kong van afavorir la fusió amb el SPLA que el darrer va iniciar el 1986 i va completar Matthew el 1987. Només un cap militar, el nuer Paulino Matiep, va restar al davant d'una milícia amb les restes de l'Anya Anya II i va rebre el suport del govern per enfrontar-se al SPLA.
El 1989, amb aquest suport, va conquerir Mayom al SPLA. El 28 d'agost de 1991 va donar suport a Riak Machar (nuer com ell) i després del 1997 les seves forces foren incorporades a les South Sudan Defence Forces, però s'hi va enfrontar pel control de l'estat anomenat Unity i va formar el South Sudan Unity Movement/Army (SSUM/A) reconegut pel govern el març de 1998.